# Jesús González Lugo
Jesús González Lugo (27 de diciembre de 1892 - 4 de noviembre de 1965) fue un maestro, militar y político mexicano que fue gobernador del Estado de Colima. Alcanzó el grado de general de División. Fue subsecretario de Defensa y gobernador de Colima durante el periodo de 1949 a 1955, durante su gestión mandó erigir la estatua del Rey Colimán del escultor Juan Fernando Olaguíbel, como muestra de su proyecto pro-indígena y cultural del Estado de Colima. El 22 de septiembre de 1953, la prensa de Colima y la nacional informaron la detención de 11 campesinos que formaban parte de un numeroso grupo que intentaron formar la “República Indígena de Ayotitlán”, con terrenos de Colima, Jalisco y Michoacán.

## Gabinete
| Gabinete de Jesús González Lugo | Gabinete de Jesús González Lugo                          | Gabinete de Jesús González Lugo |
| ------------------------------- | -------------------------------------------------------- | ------------------------------- |
| CARGO                           | NOMBRE                                                   |                                 |
|                                 |                                                          |                                 |
| Secretario de Gobierno          | Alfredo Ruiseco Avellaneda Suplió a Rafael Cárdenas Mora |                                 |
|                                 |                                                          |                                 |
| Secretario de Finanzas          |                                                          |                                 |
|                                 |                                                          |                                 |
| Secretario Administración       |                                                          |                                 |
|                                 |                                                          |                                 |
| Secretario de Desarrollo Social |                                                          |                                 |
|                                 |                                                          |                                 |
| Secretario de Desarrollo Urbano |                                                          |                                 |
|                                 |                                                          |                                 |
| Secretario de Desarrollo Rural  |                                                          |                                 |
|                                 |                                                          |                                 |
| Secretario de Educación         |                                                          |                                 |
|                                 |                                                          |                                 |
| Secretario de Salud             |                                                          |                                 |
|                                 |                                                          |                                 |
| Secretario de Planeación        |                                                          |                                 |
|                                 |                                                          |                                 |
| Secretario de Fomento Económico |                                                          |                                 |
|                                 |                                                          |                                 |
| Secretario de Turismo           |                                                          |                                 |
|                                 |                                                          |                                 |
| Procurador General del Estado   | Carlos Hilario Castañeda Torres                          |                                 |